# سوفی هیوود
سوفی هیوود (انگلیسی: Sophie Haywood؛ زادهٔ ۱۰ ژانویهٔ ۱۹۹۶) بازیکن فوتبال اهل انگلستان است که در پست مهاجم برای باشگاه شفیلد یونایتد لیگ قهرمانان زنان انگلیس بازی می‌کند.